# Aucanquilcha
L'Aucanquilcha est un stratovolcan situé dans le Nord du Chili dans la région d'Antofagasta, près de la frontière avec la Bolivie. Il culmine à l'altitude de 6 176 m.
La dernière éruption date du Pléistocène. Une légère activité de fumeroles persiste cependant, et des dépôts de soufre se forment à son sommet.
Une mine de sulfure ouverte en 1913 à 5 950 m d'altitude y a été en exploitation entre 1950 et 1992 ; c'était à cette époque la plus haute mine du monde.

## Implantation humaine
En 1935, une expédition trouve des hommes vivant à une altitude de 5 300 m et rejoignant la mine à pied. Un village abandonné est découvert à 5 639 m. La conclusion de l'expédition est alors que cette altitude est la plus élevée où il est possible d'habiter en permanence. Cependant, en 1986, quatre hommes, des mineurs, vivent sur le bord du volcan à une altitude de 5 950 m, ce qui en fait l'implantation humaine permanente connue la plus élevée sur terre,. L'un d'entre eux indique qu'il habite là depuis deux ans. Les recherches effectuées indiquent qu'ils sont pleinement acclimatés à l'altitude, avec moins d'hyperventilation et plus d'hémoglobine que les personnes vivant à une moins haute altitude. Les mineurs descendent à des altitudes plus basses le week-end pour voir leur famille.

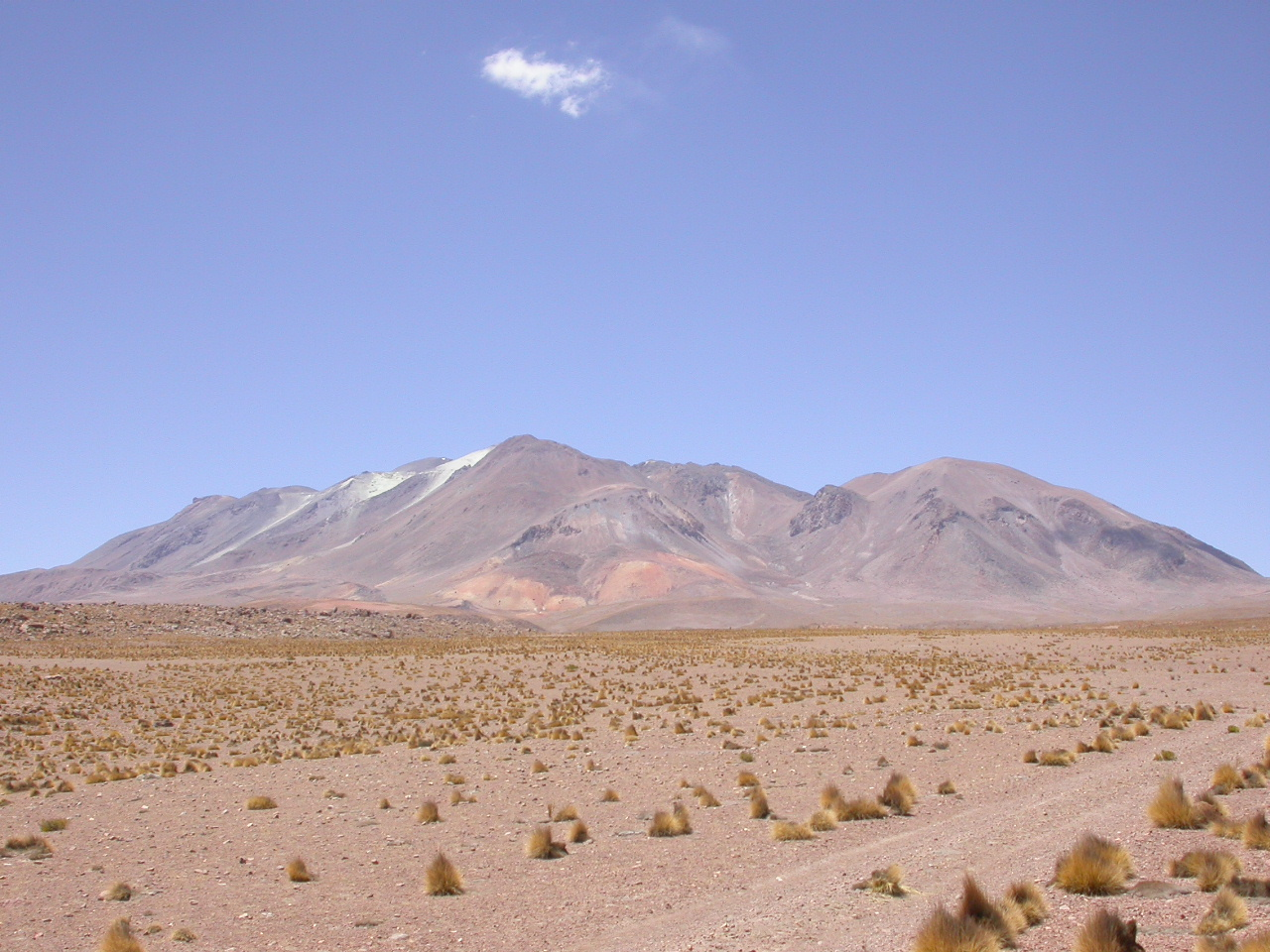
Le volcan Aucanquilcha vu du nord-ouest.
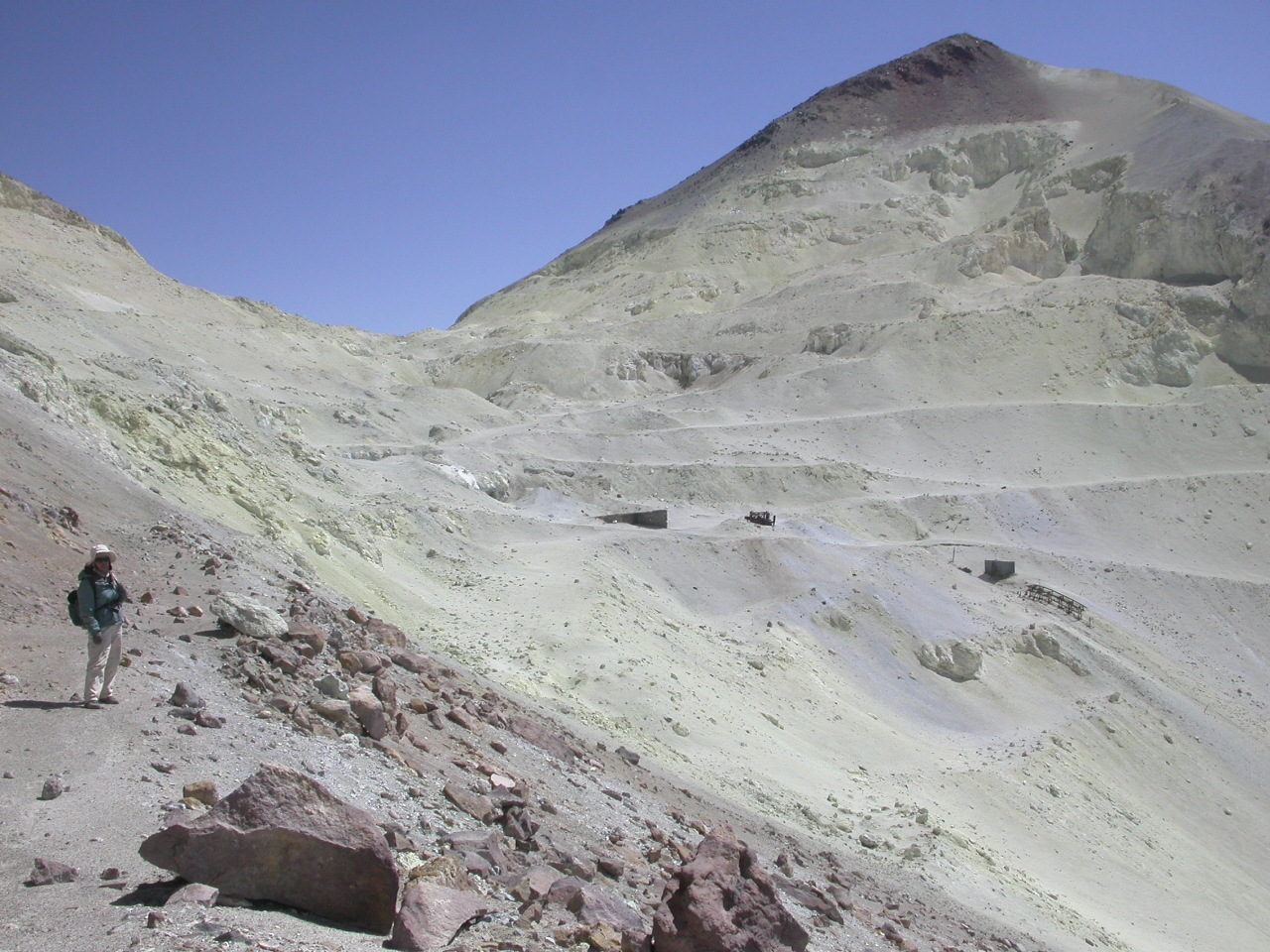
La mine de soufre du volcan Aucanquilcha.
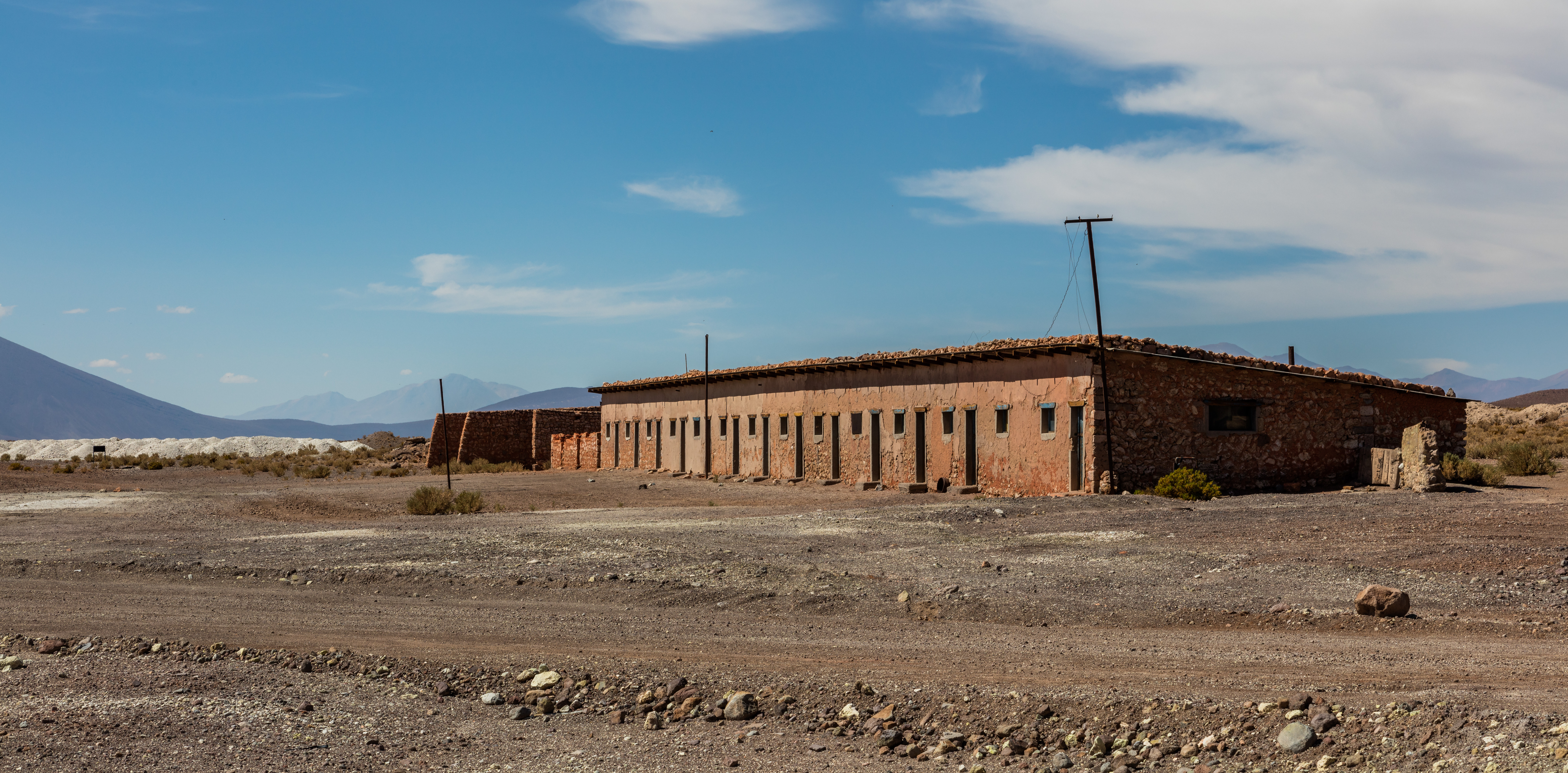
Le camp d'Aucanquilcha en 2016.